# Svetovni dan brez tobaka
Svetovni dan brez tobaka (kratica SDBT; angleško World No Tobacco Day, WNTD) se vsakoletno obeležuje po vsem svetu 31. maja. Vsakoletno obeleževanje opominja javnost na nevarnost kajenja tobaka, poslovne prakse proizvajalcev tobaka, prizadevanja Svetovne zdravstvene organizacije (SZO) za boj proti uporabi tobaka ter to, kaj lahko ljudje po svetu naredijo glede tega za upoštevanje svoje pravice do zdravja in zdravega življenja ter zaščito prihodnjih generacij.
Države članice SZO so odločitev o uvedbi svetovnega dneva brez tobaka sprejele leta 1987, da bi opozorile na epidemijo uporabe tobaka ter smrti in bolezni, ki jih povzroča tobak in bi jih bilo mogoče preprečiti. V svetu zaradi tobaka vsako leto umre več kot 8 milijonov ljudi, vključno z 1,2 milijona nekadilcev, ki so izpostavljeni dimu. Ta dan so vlade, zdravstvene organizacije, kadilci ter pridelovalci tobaka in tobačna industrija sprejeli z entuziazmom in odporom.

## SZO in svetovni dan brez tobaka
SDBT je ena od 11 uradnih svetovnih javnozdravstvenih kampanj, ki jih obeležuje SZO, skupaj s svetovnim dnem zdravja, svetovnim dnem krvodajalcev, svetovnim tednom imunizacije, svetovnim dnem tuberkuloze, svetovnim dnem malarije, svetovnim dnem hepatitisa, svetovnim dnem varnosti pacientov, svetovnim tednom ozaveščanje o antibiotikih in svetovnim dnem boja proti aidsu.

### Časovnica
- Leta 1987 je Svetovna zdravstvena skupščina SZO sprejela resolucijo WHA40.38, s katero je določila 7. april 1988 za »svetovni dan brez kajenja«. Cilj dneva je bil spodbuditi uporabnike tobaka po vsem svetu, da opustijo uporabo tobačnih izdelkov za 24 ur, kar naj bi pripomoglo k pomoči tistim, ki ga poskušajo opustiti.[4]
- Leta 1988 je Svetovna zdravstvena skupščina sprejela resolucijo WHA42.19, s katero je pozvala k obeleževanju svetovnega dneva brez tobaka vsako leto 31. maja. Od takrat SZO vsako leto organizira svetovni dan brez tobaka, pri čemer je vsako leto namenjeno drugi temi.[5]
- Leta 1998 je SZO ustanovila Pobudo za opustitev tobaka (Tobacco Free Initiative, TFI) kot poskus usmeriti mednarodne vire in pozornost na svetovno javnozdravstveno problematiko uporabe tobaka. Pobuda zagotavlja pomoč pri oblikovanju svetovnih javnozdravstvenih politik, spodbuja ukrepe skupnosti in podpira Okvirno konvencijo SZO o nadzoru tobaka (Framework Convention on Tobacco Control, FCTC).[6] FCTC je javnozdravstvena pogodba, ki so jo države sveta sprejele leta 2003 z namenom vpeljati politike za opustitev tobaka.
- Leta 2008 je na predvečer svetovnega dneva brez tobaka SZO pozvala k svetovni prepovedi vsega oglaševanja, promocije in sponzorstva tobaka. Tema tega leta je bila »mladina brez tobaka«, torej je bila usmerjena predvsem na oglaševanje mladim. SZO trdi, da želi tobačna industrija starejše kadilce nadomestiti z mlajšimi, zato so oglaševalske strategije pogosto usmerjene na kraje, ki privlačijo mlade, kot so kinematografi, internet, veliki plakati in revije. Raziskave so pokazale, da je verjetnost, da bodo mladi kadili, odvisna od njihovev izpostavljenosti oglaševanju tobaka.[7]
- Leta 2015 je bil SDBT namenjen ozaveščanju o zdravstvenih tveganjih, povezanih z uporabo tobaka, in je priporočal učinkovite politike za zmanjšanje uporabe tabaka, vključno s prepovedjo nezakonite trgovine s tobačnimi izdelki.[8]
- Leta 2016 je SZO na svetovni dan brez tobaka pozvala vlade, naj se pripravijo na enotno embalažo tobačnih izdelkov.[9]
- Leta 2017 je bila tema »grožnja razvoju«. Kampanja je opozarjala na grožnjo, ki jo tobačna industrija pomeni za trajnostni razvoj, vključno z zdravjem in ekonomskim blagostanjem državljanov vseh držav.[10]
- Leta 2018 je bila tema »Tobak loma srca: izberite zdravje, ne tobak«.[11]
- Leta 2019 je bila tema »Tobak in zdravje pljuč«.[12]
- Leta 2020 je bila tema »Taktike tobačne industrije in povezanih panog pri pridobivanju mlajših generacij«.[13]
- Leta 2021 je bila tema »Odločeni! Opuščamo kajenje« (Commit to quit).[14]
- Leta 2022 je bila tema »Tobak: Grožnja našemu okolju«.[15]
- Leta 2023 je bila tema »Pridelujte hrano, ne tobak«.[16]
- Leta 2024 je bila v Sloveniji tema »Otroci in mladostniki v primežu tobačne industrije«.[17]

### Teme
SZO si vsako leto izbere temo za svetovni dan, da bi ustvarila poenoteno svetovno sporočilo. Tema nato postane osrednji element delovanja SZO na relevantnem področju za naslednje leto. SZO skrbi za pripravo in razdeljevanje publikacij v zvezi s temo, vključno z brošurami, letaki, spletnimi stranmi in sporočili za javnost. Leta 2009 so bili objavljeni posnetki na YouTubu in prvič uporabljeni podcasti.
SZO v številnih svojih temah SDBT in s tem povezanih promocijskih gradivih poudarja idejo »resnice«. Naslovi tem, kot sta »Tobak ubija, ne pustite se preslepiti« (2000) in »Tobak: smrtonosen v vsaki obliki ali preobleki«, kažejo na prepričanje SZO, da so ljudje lahko zavedeni ali zmedeni glede resnične uporabe tobaka. V utemeljitvi tem SDBT v letih 2000 in 2008 so kot glavni vir te zmede navedene tržne strategije in »iluzije«, ki jih ustvarja tobačna industrija. Gradiva SZO za svetovni dan brez tobaka ponujajo razumevanje dejstev z vidika svetovnega javnega zdravja. Publikacije SZO zagotavljajo »uradno« razlago najnovejših raziskav in statističnih podatkov v zvezi s tobakom ter skupno podlago za oblikovanje argumentov proti tobaku po vsem svetu.
Teme za svetovni dan brez tobaka so bile »Tobak – grožnja razvoju« (2017), »Tobak lomi srca« (2018), »Naj bo vsak dan svetovni dan brez tobaka« (2019), »Razkrinkanje tobaka: Skrivnost je razkrita« (2020) »Odločeni! Opuščamo kajenje«,  »Tobak: grožnja našemu okolju« (2022) in »Potrebujemo hrano, ne tobak« (2023).

### Koordinacija dogodkov
SZO je osrednje središče za spodbujanje komunikacije in usklajevanje dogodkov SZO po vsem svetu. Na spletni strani SZO lahko skupine delijo novice o svojih dejavnostih, organizacija pa te informacije objavlja na spletu po državah.

### Nagrade
SZO od leta 1988 na svetovni dan brez tobaka podeli eno ali več nagrad organizacijam ali posameznikom, ki so izjemno prispevali k zmanjšanju porabe tobaka. Nagrade ob svetovnem dnevu tobaka se podeljujejo posameznikom iz šestih različnih svetovnih regij (Afrika, Amerika, Vzhodno Sredozemlje, Evropa, Jugovzhodna Azija in Zahodni Pacifik), posebne nagrade in priznanja generalnega direktorja po posameznikom iz katere koli regije.

## Globalno obeleževanje
Svetovna zdravstvena organizacija vsakoletno spodbuja skupine po vsem svetu – od lokalnih klubov do mestnih svetov in vlad držav, da organizirajo dogodke, ki skupnostim pomagajo proslaviti svetovni dan brez tobaka na njihovem območju. Pretekli dogodki so vključevali pisanje pisem vladnim uradnikom in lokalnim časopisom, pohode, javne debate, lokalne in nacionalne kampanje ozaveščanja, srečanja aktivistov proti tobaku, izobraževalne programe in umetniške dogodke.
Poleg tega številne države uporabljajo svetovni dan brez tobaka kot prvi dan za uvedbo novih prepovedi kajenja in ukrepov za nadzor tobaka. 31. maja 2008 je na primer začel veljati zakon Smoke Free Ontario Act (Zakon o Ontariu brez dima), ki je v tej kanadski provinci prepovedal izložbe in prikazovalnike tobaka v trgovinah, 31. maja 2010 pa so uvedli popolno prepoved kajenja v vseh bolnišnicah in javnih uradih v Avstraliji.
Ta dan se uporablja tudi kot priložnost za razpravo o trenutnem in prihodnjem stanju države v zvezi s tobakom — npr. v Indiji, kjer je poraba tobaka z 275 milijoni uporabnikov med najvišjimi na svetu. Vlada Indije je za omejitev vsesplošne zasvojenosti s tobakom uvedla tudi telefonsko linijo za klic v sili za pomoč pri prenehanju kajenja.

## Odpor
Za nekatere SDBT pomeni omejevanje svobode izbire ali celo kulturno sprejemljivo obliko diskriminacije. Pridelovalci tobaka in tobačna industrija so se odzvali na različne načine, od ignoriranja tega dneva do sodelovanja v protestih ali dejanjih nasprotovanja ter celo z dodatnim oglaševanjem in dogodki, namenjenimi spodbujanju uporabe tobaka.
Kadilci se na splošno niso odzvali s sistematičnim prizadevanjem za nasprotovanje SDBPT. V nekaterih ameriških mestih so manjše skupine organizirale lokalne dogodke v podporo kajenju. Tako je na primer ameriški neodvisni konservativni časopis Oregon Commentator, ki izhaja na Oregonski univerzi, na kampusu organiziral »Veliko ameriško zakajanje« kot nasprotovanje velikemu ameriškemu odkajanju: »V odgovor na vse več sovraštva do kadilcev na kampusu Oregon Commentator predstavlja Veliko ameriško zakajanje kot priložnost za študente, da se združijo in uživajo v prijetnosti odličnih tobačnih izdelkov«.

### Odgovor industrije
V Ameriki tobačna industrija tradicionalno financira pobude, ki zagotavljajo kadilcem pomoč pri odvajanju od kajenja, kar je določeno s sporazumom z ameriško vlado. Družba Philip Morris USA na primer upravlja spletišče s pomočjo za opustitev kajenja za tiste, ki se odločijo prenehati kaditi.
Svetovni dan brez tobaka ni naletel na glasen pozitivni odziv tobačne industrije. Družba R. J. Reynolds Tobacco Company je na primer v pripravi na tretji svetovni dan brez tobaka, katerega tema je bila »Otroštvo in mladost brez tobaka«, zaposlenim poslala dokument, v katerem so svetovali, kako naj se podjetje odzove na trditve SZO, vključno z argumenti, da so oglasi namenjeni odraslim in da nimajo dejanske moči pri odločanju o nakupih kupcev. V Ugandi, kjer so tobačna podjetja zavezana, da na SDBT objavijo sporočila o težavah pri nadzoru tobaka, družba British-American Tobacco dan prej objavlja protiobjave. Leta 2001 je njihova strategija vključevala dogodke, kot je bilo srečanje s predsednikom Mednarodnega združenja proizvajalcev tobaka.
Nekatere večje farmacevtske družbe javno podpirajo SDBT. Družba Pfizer je bila na primer leta 2008 sponzorka številnih dogodkov na ta dan v Združenih arabskih emiratih. Takrat se je Pfizer pripravljal na začetek trženja zdravila Chantix (vareniklin) na Bližnjem Vzhodu. Zdravilo je bilo »zasnovano za aktivacijo nikotinskih receptorjev, kar zmanjša hlepenje po nikotinu in simptome ob odtegnitvi nikotina«.
Številni pridelovalci tobaka menijo, da protitobačna prizadevanja organizacij kršijo njihove pravice. Mednarodno združenje pridelovalcev tobaka (ITGA) na primer trdi, da imajo lahko prizadevanja gibanj proti tobaku resne posledice za revne kmete v Afriki.

## Domorodna ameriška ljudstva
Ker nekatere tradicije in obredi raznolikih kultur in etnij ameriških staroselcev v Združenih državah Amerike in prvih narodov v Severni Ameriki že od predkolumbovskih časov temeljijo na tobaku, lahko obstaja določena možnost nenamerne ukinitve teh tradicij s strani organov, ki si prizadevajo za odpravo uporabe tobaka po svetu. Nekateri člani plemen so začeli zaradi odvajanja od kajenja za obredne namene uporabljati tobak brez prižiganja, člani plemena oglalski Lakote pa si prizadevajo ohraniti pomembne plemenske artefakte, ki jih tradicionalno uporabljajo, in preprečiti njihovo nezakonito prodajo. Zaskrbljenost glede takih vprašanj je morda razvidna tudi iz ankete, ki jo je na področju nadzora uporabe tobaka leta 2015 izvedlo kanadsko ministstrstvo Health Canada.

## Boj proti okoljskim vplivom
Pridelava tobaka ima škodljiv vpliv na okolje, saj prispeva k dezertifikaciji in degradaciji okolja. S prehodom na trajnostne prakse pridelave lahko skupnosti zaščitijo svoje okolje, ohranijo biodiverziteto in zmanjšajo posledice podnebnih sprememb.